# Мезговці-об-Песниці
Мезговці-об-Песниці (словен. Mezgovci ob Pesnici) — поселення в общині Дорнава, Подравський регіон‎, Словенія.